# Sandhurst (Kent)
Sandhurst – wieś w Anglii, w hrabstwie Kent, w dystrykcie Tunbridge Wells. Leży 28 km na południe od miasta Maidstone i 72 km na południowy wschód od centrum Londynu.